# Vladimir Plesjakov
Vladimir Plesjakov, född den 2 november 1957 i Syzran, Sovjetunionen, är en sovjetisk landhockeyspelare.
Han tog OS-brons i herrarnas landhockeyturnering i samband med de olympiska landhockeytävlingarna 1980 i Moskva.